# Hipertesia
La hipertesia es la atrofia en el cerebro. Se trata de alteraciones de la percepción caracterizadas por cambios en la intensidad de las sensaciones (hipertesia e hipoestesia) de calidad, de peso (dismegalopsias) o forma espacial de los objetos (metamorfopsias). Hay diferentes tipos de hipertesia como la sentimental, que se produce por la pareja o por sentimientos amorosos fracasados o por la desgracia que le pasa a alguien.
- Datos: Q5898322